# Grand Beach (Terre-Neuve-et-Labrador)
Pour les articles homonymes, voir Grand Beach.
Grand Beach est une localité canadienne située sur l'île de Terre-Neuve dans la province de Terre-Neuve-et-Labrador.